# Угоны самолётов в СССР
Перечень всех угонов самолётов, включая неудачные попытки, произошедших на территории Советского Союза. Случаи несанкционированных вылетов с целью полётов для развлечения («покатушки»), но без цели побега или теракта, не рассматриваются.
По некоторым имеющимся данным, в СССР до 1991 года включительно произошли около 110 угонов, в том числе 24 удачных. Наибольшее число угонов, включая неудачные попытки, произошло в 1990 (33) и 1991 (16) годах.

## Список

### 1950-е

#### 1954
- 8 января — попытка захвата Ли-2 Эстонской объединённой авиационной эскадрильи. Самолёт с 5 пассажирами и 4 членами экипажа на борту выполнял рейс «Ленинград—Таллин», когда в кабину ворвались вооружённые пистолетами мужчина и женщина, потребовав лететь в Финляндию. Воспользовавшись отвлечением захватчиков, бортмеханик Тимофей Ромашкин бросился на них, после чего с помощью пилотов те были обезоружены и скручены, а самолёт вернулся в Таллин. На следующий день бортмеханик умер от полученных ран[2].
- Июль — в Новосибирске бортмеханик Поляков В. угнал самолёт Ил-12, намереваясь на нём протаранить дом неверной супруги. Поостыв, приземлился обратно на аэродром, где и был арестован. Благодаря ходатайству авиаконструктора Сергея Ильюшина, был приговорён всего к трём годам тюрьмы[2].

#### 1958
- 5 сентября — попытка захвата Avia 14 (СССР-Л2048) Эстонской объединённой авиационной эскадрильи. Самолёт с 11 пассажирами и 6 членами экипажа на борту выполнял рейс «Ленинград—Таллин», когда один из пассажиров через стюардессу передал командиру записку, в которой требовал встречи для переговоров, на что экипаж заперся в кабине. Тогда угонщик стал взрывать в самолёте небольшие заряды, вызвав пожар. После посадки в Йыхви экипаж и остальные 10 пассажиров эвакуировались; лайнер сгорел вместе с оставшимся в нём террористом[3].
- 25 октября — двое скрывающихся от преследования преступников проникли на аэродром посёлка Нижние Кресты, где попытались угнать Ан-2 (рейс Якутск—Безымянный[4]) в США. По одним данным, угон был предотвращён уже в Нижних Крестах, по другим — самолёт был посажен в Якутске, где и освобождён в результате штурма[2].

### 1960-е

#### 1961
- 21 июня — в Ашхабаде пресечена попытка двух мужчин угнать самолёт Ан-2[2][4].
- 10 сентября — самолёт Як-12 (борт СССР-44384, пилот Эдуард Бахшинян) выполнял рейс «Ереван—Ехегнадзор», когда после взлёта трое вооружённых ножами пассажиров потребовали лететь в Турцию, а после отказа напали на пилота. После вынужденной посадки в поле один из угонщиков погиб от полученных травм, а двое остальных были приговорены к расстрелу. Выживший пилот был награждён орденом Красного Знамени[5][6].

#### 1964
- 29 сентября — самолёт Ан-2 с 4 пассажирами и 2 членами экипажа на борту выполнял рейс «Кишинёв—Измаил», когда был захвачен двумя беглыми бандитами (Гудумак и Георгий Караджия), которые, угрожая ножом и пистолетом, потребовали лететь в Турцию. При попытке вынужденной посадки близ Кишинёва угонщики тяжело ранили пилотов, а после падения самолёта на виноградники сбежали. Позже Караджия был убит во время задержания, а Гудумак арестован и приговорён к расстрелу. Оба пилота выжили и были награждены орденами Красного Знамени[7].

#### 1965
- 31 декабря — попытка захвата самолёта двумя угонщиками, при этом погиб один человек. Подробности неизвестны[8].

#### 1966
- 3 августа — попытка захвата Ан-2, выполнявшего рейс «Поти—Батуми», тремя вооружёнными преступниками. С помощью манёвров в воздухе пилоты смогли сбить угонщиков с ног, после чего последние были обезоружены остальными пассажирами, а после посадки в Батуми арестованы. Пилоты были награждены орденами Красного Знамени[2][9].

#### 1967
- 13 марта — в Туапсе бывший пилот гражданской авиации, а в прошлом и военный лётчик Павел Скрылёв, забравшись в пустой Ан-2 (СССР-04959) вылетел на нём в сторону Турции. Однако над нейтральными водами он был сбит советским истребителем МиГ-17 — единственный известный случай уничтожения пассажирского самолёта при попытке угона из СССР[10].

#### 1969
- 3 июня — попытка захвата Ил-14, выполнявшего рейс Ленинград—Йыхви—Таллинн, четырьмя угонщиками (двое мужчин и две женщины), вооружённых ППШ, обрезом охотничьего ружья и муляжом гранаты. С помощью манёвров в воздухе пилоты смогли сбить с ног угонщиков и приземлиться в Йыхви, где три угонщика успели сбежать. Позже при задержании один из них оказал сопротивление и был убит; экипаж был удостоен государственных наград[11].

### 1970-е

#### 1970
- 15 июня — пресечена попытка угона Ан-2, выполнявшего рейс Ленинград — Приозерск, группой из 16 человек[2].
- 15 октября — угон в Турцию самолёта Ан-24Б (СССР-46256), выполнявшего рейс Батуми — Сухуми, отцом и сыном Бразинскасами. При захвате экипаж получил огнестрельные ранения, в результате чего погибла стюардесса Надежда Курченко. Первый успешный угон советского пассажирского самолёта[2].
- 27 октября — угон в Турцию самолёта Л-200А (СССР-34401), выполнявшего рейс Керчь — Краснодар, двумя студентами: Николаем Гилевым и Виталием Поздеевым. Через год оба угонщика добровольно вернулись на родину[12].
- 13 ноября — пресечена попытка угона Ил-14 (СССР-52054), выполнявшего рейс Вильнюс — Паланга, группой из двух человек. После возврата в Вильнюс угонщики были арестованы[13].

#### 1973

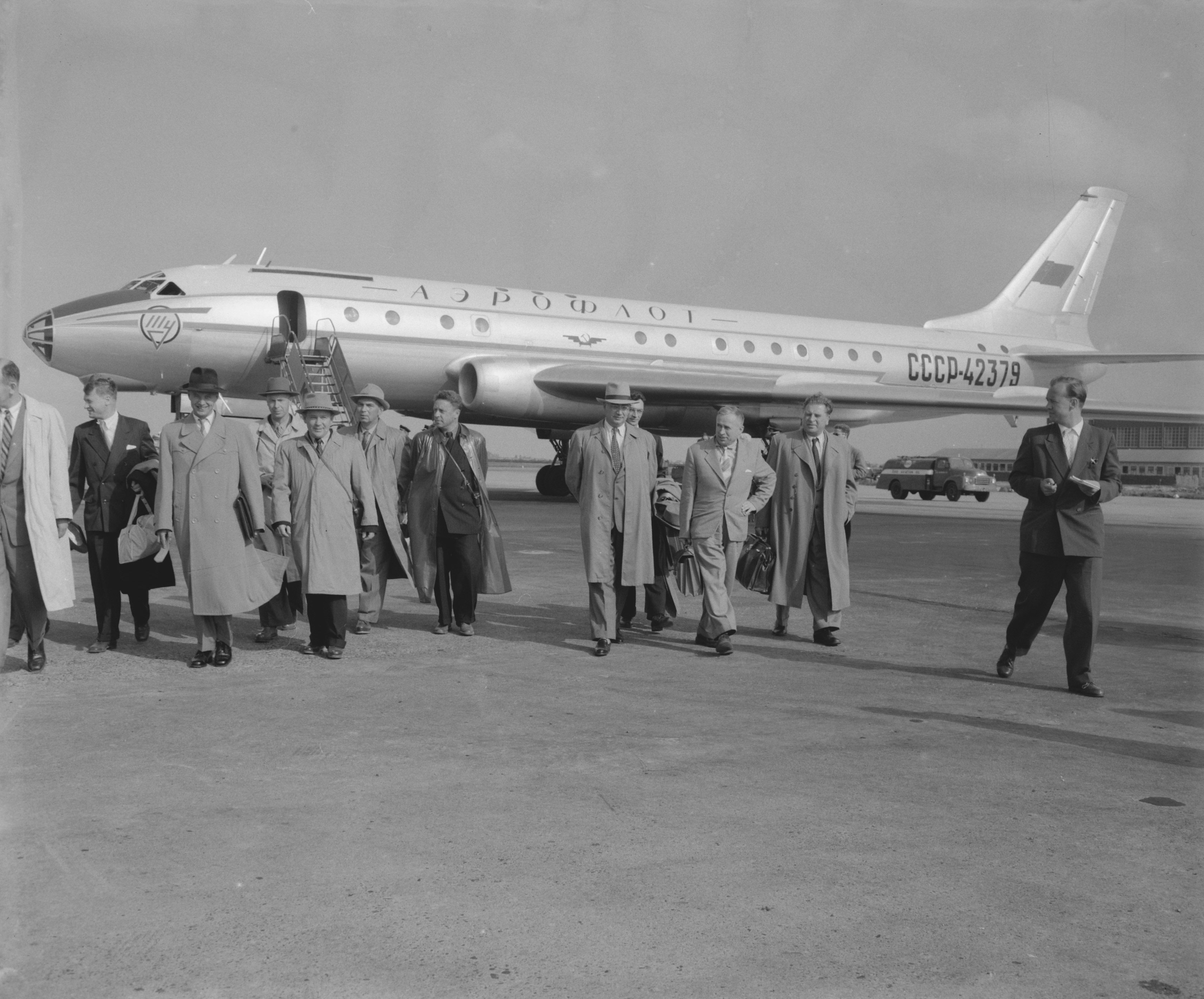
Ту-104А борт 42379

С 3 января 1973 года в Советском Союзе угон воздушного судна стал квалифицироваться как самостоятельный вид преступления.
- 23 апреля — попытка захвата Ту-104Б (СССР-42505), выполнявшего рейс Ленинград—Москва, одним угонщиком. Угрожая бомбой, пассажир Иван Бидюк требовал лететь в Швецию, но экипаж принял решение вернуться в Ленинград. При посадке террорист взорвал бомбу, в результате чего погиб он сам и отвлекавший его бортмеханик Викентий Грязнов, а самолёт получил критические повреждения, но экипаж сумел его посадить. Члены экипажа были представлены к государственным наградам (командир и погибший бортмеханик были удостоены звания Герой Советского Союза)[14].
- 18 мая — попытка захвата Ту-104А (СССР-42379), выполнявшего рейс Иркутск—Чита, одним угонщиком. Чингис Юнус-оглы Рзаев, пронеся на борт бомбу, требовал изменить курс в сторону КНР, на что сопровождающий рейс милиционер Ёжиков выстрелил ему в спину, после чего произошёл взрыв бомбы. Взрыв мощностью почти 6 кг в тротиловом эквиваленте разорвал авиалайнер на части, при этом погибли все 72 пассажира и 9 членов экипажа[14]. Крупнейший теракт в Советском Союзе.
- 25 июля — угон в Турцию самолёта Ан-2, выполнявшего рейс Ростов-на-Дону—Сальск. А. В. Петров, который был рабочим авиаремонтного завода, угрожая огнестрельным оружием, заставил пилотов изменить курс, а через несколько часов «кукурузник» приземлился в Трабзоне. Самолёт и пассажиры были возвращены в СССР, угонщик получил политическое убежище и перебрался в Канаду[14].
- 26 июля — в Вильнюсе пресечена попытка угона Ил-14, выполнявшего рейс Вильнюс—Паланга, при этом был ранен один человек[14].
- 2 ноября — самолёт Як-40 (CCCP-87607) с 28 пассажирами и 3 членами экипажа на борту выполнял рейс Москва—Брянск, когда был захвачен группой из четырёх мужчин, вооружённых огнестрельным оружием. После возврата в Москву и посадки в аэропорту Внуково угонщики отпустили часть пассажиров, а за оставшихся потребовали выкуп — полтора миллиона долларов и беспрепятственный полёт до Швеции. Самолёт был освобождён в результате штурма отрядом милиционеров, при этом погибли 2 угонщика. Первый случай штурма захваченного самолёта на территории СССР[14].

#### 1976
- 26 января — в туалете Ил-62, выполнявшего рейс Фрунзе—Москва, обнаружены записка с требованием лететь в Израиль и несколько пиропатронов. 1 марта того же года автор записки был арестован[14].
- 4 июля — предотвращена попытка угона в Иран самолёта Ан-2, выполнявшего рейс Грозный—Элиста.
- 23 сентября — второй пилот В. И. Зосимов, бывший военный лётчик, угнал пустой Ан-2 в Иран. Под давлением СССР, пилота и самолёт через два дня вернули на родину[14].

#### 1977
- 26 мая — захват самолёта Ан-24Б (СССР-46806), выполнявшего рейс Рига—Даугавпилс. Ранее судимый В. В. Сосновский под угрозой взрыва заставил экипаж изменить курс к Швеции, где вскоре авиалайнер приземлился в Стокгольме. Угонщик получил политическое убежище, а также был приговорён шведским судом к 4 годам тюрьмы. В тот же день самолёт с 18 пассажирами и 4 членами экипажа вернулся в СССР. Первый успешный угон в Швецию[14].
- 17 июня — сорвана попытка угона Як-40, выполнявшего рейс Рига—Таллин и на борту которого находились 29 человек (26 пассажиров и 3 члена экипажа). Угрожая взорвать самолёт, Г. В. Петров (1954 года рождения) требовал лететь в Швецию, но после посадки в Вентспилсе был арестован. Взрывчаткой оказалась ампула с жидкостью[14].
- 10 июля — угон Ту-134 рейс 8710 (бортовой номер СССР-65639), выполнявший с 72-мя пассажирами на борту рейс Петрозаводск—Ленинград. Угрожая муляжом гранаты Ф-1, двое угонщиков, осуждённые к принудительным работам и отбывавшие наказание за воровство в Медвежьегорске Карельской АССР (22-летний Геннадий Иванович Шелудько и 19-летний Александр Филиппович Загирняк) потребовали следовать в Швецию, но из-за недостатка топлива экипаж был вынужден приземлиться в аэропорту Хельсинки Вантаа, где вскоре угонщики были арестованы и через несколько дней были переданы в СССР.
- 19 октября — в Тарту была пресечена попытка угона Ан-2[14].
- 6 ноября — пресечена попытка угона Ан-24, выполнявшего рейс Паланга—Вильнюс. Пассажир, угрожая муляжом гранаты, требовал следовать в Швейцарию, но после посадки в Вильнюсе его обезвредили[14].

#### 1978
- 21 февраля — попытка угона Ту-134, выполнявшего рейс Ленинград—Мурманск. 17-летний Дмитриченко (1961 года рождения), угрожая взорвать самолёт бомбой, спрятанной в перемотанной изолентой коробке из-под духов «Красная Москва», требовал лететь в Норвегию. Убедив его в необходимости дозаправиться в финской Котке, авиалайнер ночью был посажен в Петрозаводске, где группой военных спрятавшийся в туалете преступник был арестован. По одним данным, бомба была настоящей, но не сработала из-за того, что отошёл контакт на батарее; по другим — бомба была муляжом. Угонщика приговорили к 6 годам тюрьмы[14][15].
- 9 апреля — попытка захвата Як-40, который с 14 пассажирами на борту выполнял рейс Паланга—Рига—Таллин. Вооружённый спортивным пистолетом пассажир Афонин (1955 года рождения) требовал лететь в Швецию, но не смог прострелить запертую в кабину пилотов дверь. После посадки в Пярну преступника арестовали[14].
- 1 мая (в некоторых источниках — 6 мая[16]) — попытка захвата Ил-18, выполнявшего рейс Ашхабад—Минеральные Воды. Вооружённый пистолетом и учебной гранатой пассажир Скубенко требовал лететь в Иран, но второй пилот Аманязов Какаджан его застрелил, после чего самолёт вернулся в Ашхабад[15][17].
- 15 октября — попытка захвата Ан-24, выполнявшего рейс Симферополь—Одесса, пассажиром, вооружённым спортивным пистолетом Марголина. После возврата в Симферополь угонщик был арестован[14].
- 9 ноября — попытка угона в Турцию самолёта Ан-24Б (СССР-46789), выполнявшего рейс Грозный—Баку. Вооружённый пистолетом 36-летний пассажир Э. Махаев (1942 года рождения) попытался проникнуть в кабину, но когда экипаж выполнил посадку в Махачкале, угонщика обнаружили уже мёртвым (самоубийство, либо рикошет пули от бронированной двери). Самолёт вскоре был списан[10].
- 10 ноября — попытка захвата самолёта Ан-24, выполнявшего рейс Сухуми—Батуми, когда одессит С. Вуль (1942 года рождения, работал сторожем на киностудии), летевший со своими двумя несовершеннолетними детьми (4-летний сын и 10-летняя дочь), потребовал следовать в Турцию, угрожая в противном случае взорвать самолёт. После посадки в Батуми угонщика задержали[14][18].
- 30 ноября — попытка угона самолёта, выполнявшего рейс Краснодар—Баку, при этом погиб один человек. Подробности неизвестны[19]. В русскоязычных источниках информация по этому случаю отсутствует.

#### 1979
- 6 января — в аэропорту Пулково (Ленинград) была задержана группа из четырёх человек, которые намеревались пронести на борт Ту-134 огнестрельное оружие и взрывчатку с целью угнать самолёт в Норвегию[14].
- 1 апреля — предотвращена попытка угона Як-40, выполнявшего рейс Симферополь—Кутаиси, двумя молодыми людьми (Витас и Вяншас, оба 1960 года рождения), которые, угрожая муляжом бомбы, требовали лететь в Турцию, но после возврата в Симферополь были арестованы[14].
- 14 мая — в Новокузнецке вооружённые обрезами охотничьих ружей, ручной гранатой и самодельной бомбой подростки Шаманаев и Бизунов (оба 1962 года рождения) захватили автобус «Икарус» с пассажирами и убили оказавшего сопротивление пассажира, после чего, взяв в заложники 4 человек, потребовали в обмен самолёт в Японию. После переговоров они согласились на Ми-8, чтобы добраться до более крупного аэропорта, но в аэропорту Спиченково в момент посадки в результате спецоперации Шаманаев был убит, а Бизунов арестован и позже приговорён к 10 годам воспитательно-трудовой колонии усиленного режима.
- 14 сентября — Ил-18 выполнял рейс Анадырь—Магадан—Хабаровск, а на его борту в числе пассажиров находился возвращающийся после командировки конвой из в/ч 6611: прапорщик Евдокимов и рядовые Даньченко (1958 года рождения, член ВЛКСМ) и Серикбаев (1958 года рождения). Неожиданно рядовой Даньченко, угрожая пистолетом Макарова, потребовал лететь в США. Евдокимов пытался его переубедить, но был убит, после чего угонщик был застрелен Серикбаевым[14].

### 1980-е

#### 1980
- 20 марта — сорвана попытка захвата Ту-134, следовавшего рейсом Баку—Ереван. Вооружённый ножом армянин-бакинец Мартиросов (1959 года рождения) требовал лететь в Турцию, но был обезоружен самим экипажем[20].
- 14 апреля — сорвана попытка захвата L-410, выполнявшего рейс Батуми—Сухуми. 16-летний ученик средней школы Бежанидзе (1964 года рождения) передал записку с требованием следовать в Турцию, угрожая в противном случае взорвать самолёт, но после возврата в Батуми был арестован[20].
- 7 мая — в Минске у стоящего на аэродроме Ту-134, который должен был выполнять рейс Минск—Вильнюс—Ленинград, поймали ученика 9-го класса Маланченко с мелкокалиберной винтовкой «Биатлон-8» и 17-ю патронами к ней, который намеревался угнать самолёт[20][18].
- 26 июля — в Шереметьево (Москва) предотвращена попытка угона самолёта. Подробности неизвестны[21].
- 14 августа — в аэропорту Батуми предотвращена попытка угона самолёта L-410 одним преступником[21].

#### 1982
- 8 июля — в Мурманске на борту Ту-154, который должен был выполнять рейс Мурманск—Ленинград, пассажир Бурдук (1961 года рождения) потребовал выплатить полмиллиона рублей, угрожая в противном случае открыть стрельбу в салоне. Преступник был арестован[20].
- 19 сентября — пресечена попытка угона Як-40, выполнявшего рейс Кингисепп—Таллин, четырьмя угонщиками[20].
- 7 ноября — угон в Турцию самолёта Ан-24Б (СССР-47786), выполнявшего рейс Новороссийск—Одесса, тремя мужчинами (родные братья Шмидт и их друг Шуллер), вооружёнными ножами и самодельным мелкокалиберным оружием. В ходе захвата был тяжело ранен бортинженер и легко один из пассажиров. Угонщики были осуждены турецким судом, но через несколько лет оказались на свободе и переехали в ФРГ. Экипаж получил выговоры за то, что допустил угон за границу[10].

#### 1983
- 23 января — попытка угона Як-40, выполнявшего рейс Ереван—Берд. Угрожая взорвать самолёт, лаборант Туркменского института ботаники Якименко (1960 года рождения) потребовал направиться в Турцию, но после посадки в Ленинакане был обезврежен, не успев активировать самодельную бомбу[22].
- 27 мая — в Елгавском районе (Латвийская ССР) пилот Ванангс, который также являлся командиром звена из Риги, угнал сельскохозяйственный Ан-2 и перелетел на нём на шведский остров Готланд, где попросил политического убежища. Сам самолёт вернули в СССР[20].
- 5 июля — попытка захвата Ту-134, выполнявшего рейс Москва—Таллин, двумя мужчинами (19-летний Галунчиков А. и 20-летний Иванов М.), которые, угрожая взорвать самолёт (бомба была муляжом), потребовали направиться в Великобританию с дозаправкой в Швеции. После посадки на аэродроме Вещево и в ходе проведения военнослужащими авиационного полка операции по освобождению заложников из самолёта, при проникновении внутрь самолёта по аварийным люкам, находившийся на борту офицер фельдъегерской службы открыл по угонщикам стрельбу из табельного пистолета, убив Галунчикова и ранив Иванова. Пассажиры и багаж были эвакуированы из самолёта[22].
- 18 ноября — попытка угона Ту-134А (СССР-65807), выполнявшего рейс Тбилиси—Батуми, группой из семи человек (6 парней и 1 девушка), вооружённых огнестрельным оружием. После посадки в Тбилиси самолёт на следующий день был освобождён группой «А», а всего погибли 7 человек, включая 2 угонщиков; ещё 3 угонщика позже были приговорены к расстрелу. Самолёт получил критические повреждения и был списан[20].

#### 1984
- 18 июня — предотвращена попытка угона Ту-154, выполнявшего рейс Москва—Сургут, одним из пассажиров[22]

#### 1985
- 17 ноября — попытка угона Ан-24РВ (СССР-46837), выполнявшего рейс Таллинн—Рига, супружеской парой, которая под угрозой взрыва требовала следовать в Швецию. После посадки в Хаапсалу угонщиков удалось уговорить сдаться[20].
- 19 декабря — угон Ан-24Б (СССР-47845), выполнявшего рейс Нерюнгри—Чита. Когда оба пилота остались в кабине вдвоём, второй пилот Шамиль Гаджи-Оглы Алимурадов запер дверь в кабину, после чего, угрожая ножом, велел командиру Вячеславу Сергеевичу Абрамяну следовать в Китай; попытки командира приземлиться на советской территории при этом были пресечены. Оказавшись над Китаем, пилоты не смогли найти подходящий аэродром, в связи с чем была произведена посадка в поле близ Ганьнаня. Угонщик был осуждён китайским судом на 8 лет, а в 1989 году экстрадирован в СССР, где приговорён ещё на 5 лет. Остальные члены экипажа и пассажиры были возвращены через два дня, самолёт — через месяц[23].

#### 1986
- 20 сентября — в Уфе трое (позже двое) вооружённых солдат-дезертиров, ранее уже убившие двух людей, захватили Ту-134 (СССР-65877) с пассажирами, который должен был выполнять рейс Уфа—Нижневартовск, потребовав следовать в Пакистан и убив при этом двух заложников. Солдат удалось усыпить, после чего самолёт взяли штурмом, при этом погиб один из угонщиков[20].

#### 1987

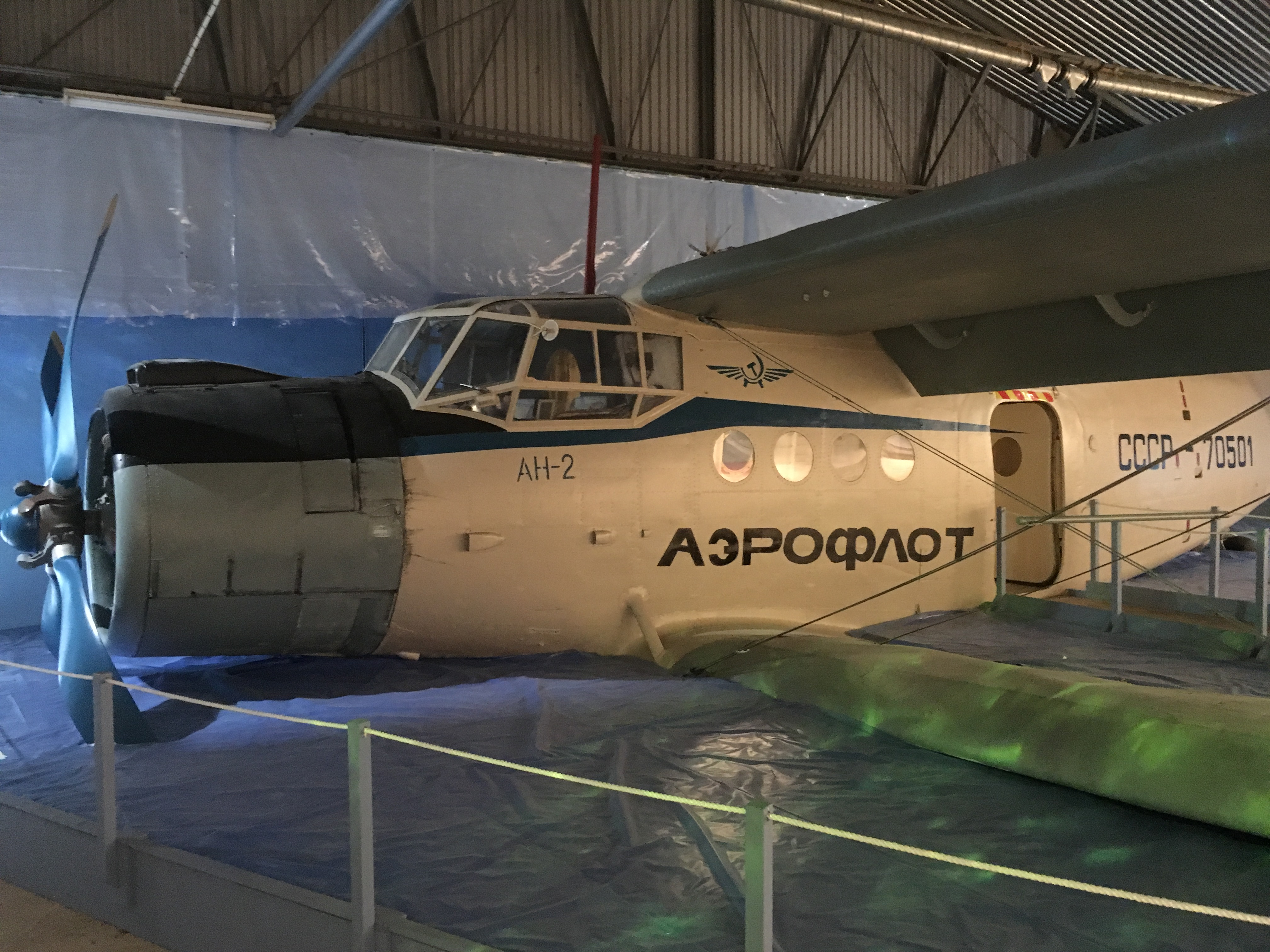
Ан-2Р борт 70501, на котором Роман Свистунов сбежал в Швецию

- 27 мая — бывший пилот сельхозавиации 24-летний Роман Свистунов угнал пустой самолёт Ан-2Р (СССР-70501) и направился на нём в Швецию. При подлёте к Готланду из-за нехватки топлива самолёт приводнился в сотне метров (по другим данным — в километре) от берега, после чего угонщик преодолел оставшийся участок вплавь. Получил политическое убежище и два года условно; самолёт подняли, отреставрировали, и теперь он находится в музее обороны острова Готланд[20][15].
- 13 сентября — попытка угона Ту-134, выполнявшего рейс Минск—Ростов-на-Дону, когда художник Геннадий Хацкевич (1952 года рождения) показал стюардессе закреплённый на его теле муляж бомбы, потребовав лететь в Париж. После посадки в Ростове преступника задержали и отправили на принудительное лечение[20].

#### 1988
- 8 марта — захват Ту-154Б-2 (СССР-85413), выполнявшего рейс Курган—Ленинград, семьёй Овечкиных (11 человек), пронёсших на борт огнестрельное оружие и взрывчатку. Угонщики потребовали следовать в Великобританию, на что экипаж произвёл посадку на аэродроме Вещево. В ходе последовавшего штурма милицейскими отрядами некоторые Овечкины застрелились, перед этим взорвав бомбу. Всего погибли 9 человек: 5 угонщиков, стюардесса Тамара Жаркая и 3 пассажира; самолёт сгорел[20][15].
- 30 марта — попытка захвата Ту-134, выполнявшего рейс Фрунзе—Москва, когда один из пассажиров потребовал следовать в одну из западных стран. После посадки в Подмосковье преступник был арестован[20].
- 2 декабря — в Орджоникидзе 5 террористов захватили автобус с детьми и прибыли на нём в аэропорт Минеральные Воды, где обменяли детей на самолёт Ил-76Т (СССР-76519) с экипажем. Получив добро на вылет, направились в Израиль, где сдались местным властям[24].

#### 1989
- 20 января — попытка угона Ту-134А (СССР-65083), выполнявшего рейс Киев—Одесса, когда бывший офицер ВВС Коцюбан Н. Г. потребовал следовать в Бухарест, угрожая в противном случае взорвать самолёт. После посадки в Одессе преступник через некоторое время был арестован; бомба оказалась муляжом[20][15].
- 21 января — попытка угона Ан-24, выполнявшего рейс Ивано-Франковск—Киев, когда ещё во время руления по аэродрому пассажир Земсков С. М., угрожая поджогом, заявил, что самолёт захвачен. Преступник был арестован охраной аэропорта[20].
- 30 марта — попытка угона Ту-134, выполнявшего рейс Астрахань—Баку, когда находящийся в розыске Скок С. Л. под угрозой взрыва потребовал выкуп в 850 тысяч долларов. После посадки в Баку согласился отпустить часть заложников, а через некоторое время был арестован в результате штурма[20][15].
- 21 декабря — попытка угона Як-42Д (СССР-42542), выполнявшего рейс Днепропетровск—Москва, когда 60-летний Лисной П. К., угрожая взорвать бомбу, потребовал предоставить ему управление самолётом. После посадки в аэропорту Быково был арестован и осуждён по статье «Злостное хулиганство»[20][15].

### 1990-е

#### 1990

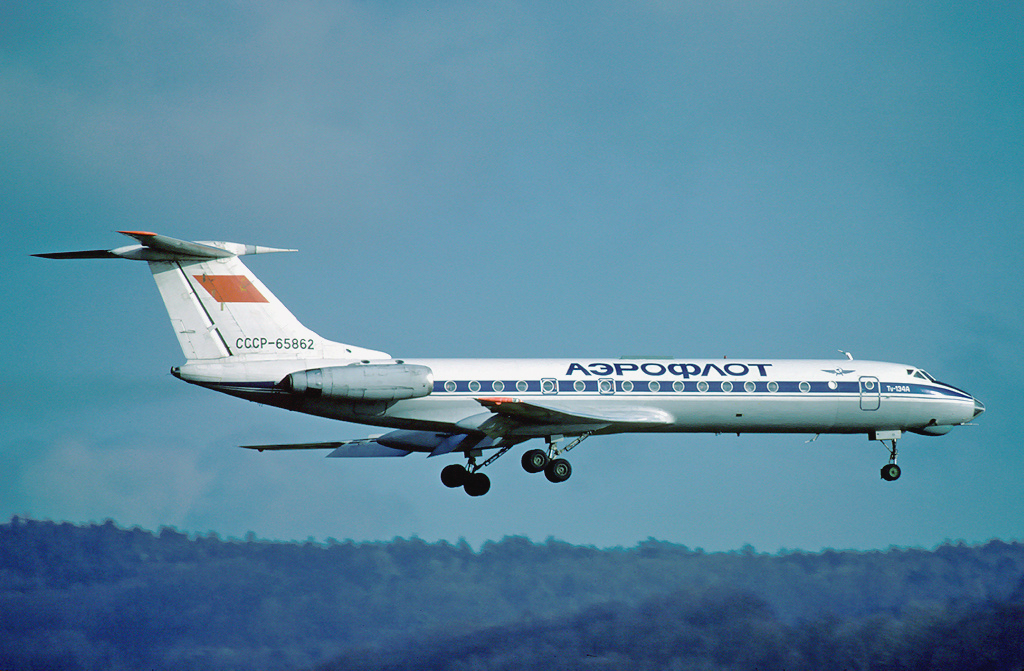
Ту-134А борт 65862, ставший первым угнанным самолётом в 1990 году

- 18 апреля — захват Ту-134А (СССР-65862) с 76 пассажирами на борту, выполнявшего рейс Ленинград—Москва, когда пассажир Игорь Калугин (работал осветителем одного из московских театров), угрожая применением биологического оружия, потребовал следовать в Каунас для встречи с Витаутасом Ландсбергисом. После посадки в Вильнюсе угонщик был задержан[1].
- 7 июня — угон в Турцию Ту-154, выполнявшего рейс Грозный—Москва, одним из пассажиров. После посадки на турецкой территории местный спецназ в ходе спецоперации застрелил угонщика[1].
- 8 июня — Ту-154Б-2 (СССР-85533) с 7 членами экипажа и 114 пассажирами на борту выполнял рейс Минск—Мурманск, когда 17-летний Дмитрий Семёнов под угрозой взрыва (муляж ручной гранаты) потребовал следовать в Швецию. После посадки в Стокгольме угонщик попросил политического убежища, но 17 июля был возвращён в СССР[1].
- 18 июня — в Измаиле бывший пилот Валерий Ю. Лапин[25] угнал пустой Ан-2 из Одесского авиаотряда и, следуя вдоль берега через Румынию и Болгарию, достиг Турции, где приземлился на мысе Кефкен (область Коджаэли) и попросил политического убежища. Самолёт 25 июня был возвращён в СССР[1].
- 19 июня — Ту-134Б (СССР-65799) с 5 членами экипажа и 54 пассажирами на борту выполнял рейс Рига—Мурманск, когда 20-летний Олег В. Козлов (художник-оформитель из Саратова) под угрозой взрыва (муляж бомбы) потребовал следовать в Финляндию. После посадки в Хельсинки угонщик попросил политического убежища, но в июле был возвращён в СССР[1].
- 24 июня — Ту-134А (СССР-65112) с 6 членами экипажа и 70 пассажирами на борту выполнял рейс Таллин—Львов, когда 21-летний М. Варфоломеев под угрозой взрыва (муляж бомбы) потребовал следовать в Швецию, но после уговоров согласился на Финляндию. После посадки в Хельсинки угонщик попросил политического убежища, однако в августе был возвращён в СССР[1].
- 28 июня — попытка захвата Ту-154Б (СССР-85184), выполнявшего рейс Краснодар—Красноярск, когда 17-летний Ю. Капирушев, угрожая применением химического оружия, потребовал направиться в Турцию. После посадки в Оренбурге преступник был арестован; никаких опасных реагентов не нашли, а никто из 165 людей на борту не пострадал[1].
- 30 июня — Ту-154Б-2 (СССР-85334) со 159 людьми на борту выполнял рейс 8678 Львов—Ленинград, когда 19-летний Анатолий Михайленко, угрожая ручной гранатой, потребовал следовать в Стокгольм, после посадки в котором попросил политического убежища. Граната оказалась без запала; 17 июля угонщик был возвращён в СССР[1].
- 4 июля — Ту-134АК (СССР-65771) выполнял рейс Сочи—Ростов-на-Дону, когда 30-летняя продавщица книжного магазина Р. Маевская, которая летела с 2-летней дочкой, угрожая взорвать бомбу, потребовала лететь в Турцию. После посадки в Ростове-на-Дону была задержана; в свёртке, который выдавался за бомбу, находились молоток и нож[1].
- 5 июля — Ту-154Б-2 (СССР-85101) с 7 членами экипажа и 171 пассажиром на борту выполнял рейс Ленинград—Львов, когда 19-летний М. Мокрецов, угрожая взорвать самолёт, потребовал следовать в Стокгольм, после посадки в котором попросил политического убежища. Взрывчатки на борту не оказалось; 11 сентября 1990 года за угон самолёта Мокрецов был приговорён шведским судом к 4 годам тюрьмы[1][26].
- 7 июля — сорвана попытка угона пассажиром (Шавронский) самолёта Ан-24, выполнявшего рейс Минск—Витебск. Угонщик был обезврежен[27].
- 10 июля — Ту-154Б-2 (снова СССР-85101) со 143 людьми на борту выполнял рейс Ленинград—Мурманск, когда пассажир Абхазава, демонстрируя два цилиндрических предмета и утверждая, что это бомбы, потребовал следовать во Францию. После возврата в Ленинград угонщик был арестован; бомбы оказались муляжами[1][28].
- 12 июля — Ту-154Б-2 (СССР-85346) со 110 пассажирами на борту выполнял рейс Ленинград—Мурманск, когда два подростка (Лебедев и Кудрявцев), угрожая взорвать самолёт, потребовали следовать в Финляндию. Угонщики были обезоружены самими пассажирами, а после возврата в Ленинград арестованы; бомба оказалась муляжом[1].
- 18 июля — Ту-134А-3 (СССР-65886) с 75 людьми на борту выполнял рейс Одесса—Сухуми, когда один из пассажиров (Лата), угрожая взорвать самолёт, потребовал следовать в Турцию. Силами пассажиров угонщик были скручен, а после посадки в Сухуми арестован[1][29].
- 23 июля — Ту-134Б (СССР-65706) с 74 людьми на борту выполнял рейс Рига—Мурманск, когда два пассажира (Кузнецов и Коваленко[27]), угрожая взорвать самолёт, потребовали следовать в Стокгольм. После посадки в Петрозаводске угонщиков задержали[1][30].
- 9 августа — попытка угона самолёта Ан-2, выполнявшего рейс Долгое—Ливны—Орёл, одним из пассажиров (Чернявский). В результате происшествия получил ранения 1 человек[27].
- 13 августа — сорвана попытка угона самолёта L-410, выполнявшего рейс Пенза—Кострома, одним из пассажиров (Никифоров)[27].
- 19 августа — Ту-154Б-2 (СССР-85323) с 7 членами экипажа и 85 пассажирами на борту выполнял рейс Нерюнгри—Якутск, когда был захвачен группой из 15 заключённых, вооружённых огнестрельным оружием и угрожавших взорвать самолёт (взрывчатка была муляжом). После возврата в Нерюнгри 6 угонщиков сдались властям, а также освобождена часть заложников в обмен на оружие и освобождение из тюрьмы ещё двух заключённых, после чего лайнер вылетел в Пакистан. После посадки в Карачи угонщики сдались местным властям, а затем пакистанским судом были осуждены на пожизненное заключение за угон самолёта. В 1998 году часть преступников передали России[1].
- 30 августа
  - Як-42 (СССР-42321) с 33 пассажирами на борту выполнял рейс Москва—Воронеж, когда незадолго до посадки пассажир Апицарян выдвинул требование лететь в Западную Германию. В Воронежском аэропорту угонщика задержали[1].
  - Ан-2 выполнял рейс Воронеж—Орёл[27], когда нетрезвый пассажир Пантелеев, угрожая ножом и деревянным муляжом пистолета, потребовал лететь в Афганистан. Пилоты обезоружили угонщика, а после возврата в аэропорт вылета сдали сотрудникам милиции[1][31].
- 3 сентября — двое подростков (Гафаров и Винников, 15—16 лет), проникнув через ограду в аэропорт Пржевальск, захватили Ан-24 с 17 пассажирами, выполнявший рейс Пржевальск—Фрунзе, после чего, угрожая ножами и якобы бомбой, потребовали лететь во Фрунзе, в котором уже выдвинули требование — предоставить им самолёт Ту-154 для вылета в Китай. Переговоры с ними вёл одетый в гражданское исполняющий обязанности начальника городского отдела милиции, который, поднявшись на борт, сразу скрутил подростка с «бомбой», а подоспевшие оперативники арестовали второго. Бомба оказалась муляжом[1].
- 24 сентября — Ту-134 с 66 пассажирами на борту выполнял рейс Ленинград—Москва, когда 43-летний Поляков, угрожая взорвать бомбу, потребовал следовать в Швецию. После посадки в Архангельске «для дозаправки» в результате переговоров угонщик отпустил пассажиров, а затем сдался сам[32].
- 3 октября — Ан-24 выполнял рейс Пермь—Котлас, когда пассажир Гаврилов, угрожая взорвать бомбу, потребовал следовать в Швецию. Угонщик был скручен самими пассажирами, а после посадки в Котласе арестован; взрывчатка оказалась муляжом[27][33].

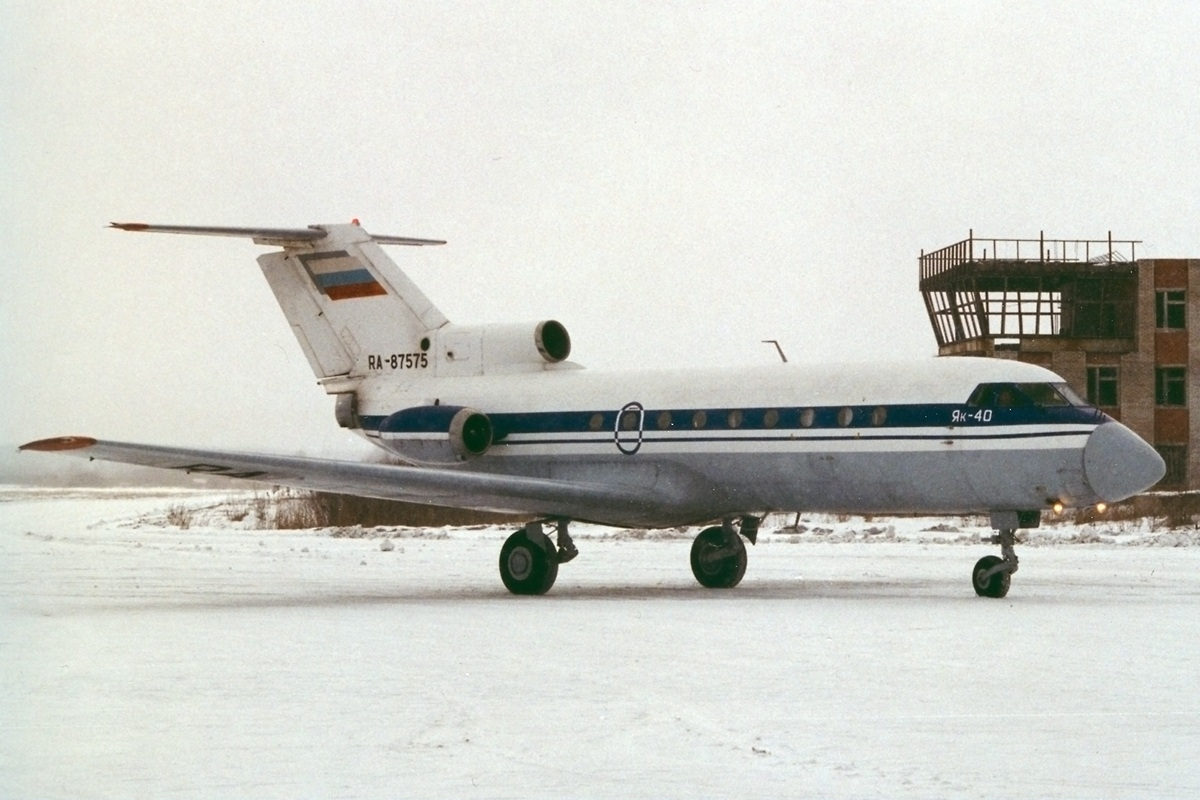
Як-40 борт 87575 в 2000 году

- 5 октября — Як-40 (СССР-87575) с 3 членами экипажа и 25 пассажирами на борту выполнял рейс Новгород—Ленинград, когда 41-летний Н. Селиванов, угрожая взорвать бомбу, потребовал следовать в Швецию. После посадки в Хельсинки для дозаправки угонщик, которым оказался инвалид второй группы, состоявший на учёте в психоневрологическом диспансере, попросил политического убежища, но 5 декабря был передан СССР[1][34].
- 12 ноября — Ту-154 выполнял рейс Ленинград—Львов, когда пассажир Грачёв, угрожая взорвать бомбу, потребовал следовать в Швецию. После посадки в Минском аэропорту угонщик был арестован[35].
- 15 ноября — Ту-134А (СССР-65872) выполнял рейс Ленинград—Москва, когда 31-летний А. Вилесов (житель Перми), угрожая взорвать бомбу, потребовал следовать в Финляндию, а после посадки в Хельсинки попросил политического убежища. Угонщик состоял на учёте в психоневрологическом диспансере, а взрывчатка оказалась муляжом[1][36].
- 16 ноября — Ту-134А (СССР-65759) с 64 пассажирами на борту выполнял рейс Таллин—Москва, когда пассажир Журавлёв, угрожая пистолетом, потребовал следовать в Швецию. После посадки в Таллине угонщик был арестован; пистолет оказался пластиковым муляжом[1].
- 28 ноября — Ту-134 выполнял рейс Москва—Сыктывкар, когда 62-летний инвалид-пенсионер Пылев, утверждая, что в багажнике спрятана бомба, потребовал следовать в Ирак. После посадки в Сыктывкаре угонщик был арестован; бомбы на борту не оказалось[1][27][37].
- 2 декабря — Ту-154 с 7 членами экипажа и 120 пассажирами на борту выполнял рейс Мурманск—Ленинград, когда пассажир Герасимов, угрожая взорвать бомбу, потребовал следовать в Швецию. После посадки в Ленинграде в результате спецоперации угонщик был арестован; на сей раз бомба была реальной[1][38].
- 11 декабря — Як-40 выполнял рейс Баку—Тбилиси, когда пассажир Мурсалов, угрожая взорвать бомбу, потребовал следовать в Турцию. После посадки в Тбилиси угонщик был арестован; взрывчатка оказалась муляжом[39].
- 21 декабря — Ту-154 выполнял рейс Ростов-на-Дону—Волгоград—Нижневартовск, когда на стоянке в Волгограде женщина (Жировская), утверждая, что в багаже спрятана бомба, потребовала следовать в США. Преступницу задержали, а проверка показала, что она находилась в самолёте без билета[40].
- 24 декабря — Ил-86 (по другим данным Ту-134[27]) с 351 пассажиром на борту выполнял рейс Москва—Сочи, когда пассажир Джугелия, угрожая бомбой, потребовал, чтобы после дозаправки в Сочи самолёт направился в Лондон. В Сочи самолёт был освобождён спецназом, а проверка показала, что бомбой оказались завёрнутые в пакет произведения Ленина[1][41].
- 30 декабря — сорвана попытка угона самолёта Ан-24, выполнявшего рейс Киев—Рига, одним из пассажиров (Малюгин)[27].

#### 1991
- 21 января — Ту-154 с 8 членами экипажа и 151 пассажиром на борту выполнял рейс Грозный—Одесса, когда по требованию пассажира (Г. Ю. Ган) был направлен в Турцию. Однако власти последней отказались принимать захваченный самолёт, поэтому тот приземлился в Бургасском аэропорту (Болгария), где угонщик сдался властям[1][42].
- 13 февраля — Ту-134 выполнял рейс Тбилиси—Москва, когда пассажир Хведилидзе, угрожая взорвать самолёт, потребовал следовать в Турцию. После возврата в Тбилиси угонщика арестовали[43].
- 4 марта — Ан-24РВ (СССР-46614) с 26 людьми на борту выполнял рейс Архангельск—Котлас—Ленинград, когда вскоре после вылета из Котласа вооружённый противотанковой миной пассажир Дубовцев потребовал следовать в Швецию. После посадки в Ленинграде для дозаправки угонщик отпустил пассажиров, но отказался сдаваться. Через некоторое время на борту прогремел взрыв, в результате которого преступник получил тяжёлые ранения и вскоре скончался; самолёт был восстановлен[1][44].
- 14 марта — пресечена попытка угона Як-42, выполнявшего рейс Москва—Набережные Челны. Вооружённый ножом и газовым баллончиком угонщик попытался проникнуть в кабину пилотов, но был обезоружен остальными пассажирами, а после возврата в московский аэропорт Домодедово арестован[45].
- 18 марта — сорвана попытка угона самолёта Ил-86, выполнявшего рейс Москва (Внуково)—Новосибирск, одним из пассажиров (Володин)[27].
- 28 марта — Ту-134 с 80 людьми на борту выполнял рейс Ленинград—Калининград, когда пассажир Кузнецов передал записку с требованием следовать в Швецию. Поняв, что угонщик не вооружён, экипаж скрутил его, а после посадки в Калининграде сдал сотрудникам милиции[46].
- 14 апреля — в Краснодаре сорвана попытка угона самолёта Як-42 одним из пассажиров (Юркин)[27].
- 16 апреля — в московском аэропорту Внуково сорвана попытка угона самолёта Ту-154 одним из пассажиров (Матаев)[27].
- 18 апреля — в Минеральных Водах сорвана попытка угона самолёта одним из пассажиров (Оганесян)[27].
- 29 апреля — Ту-154 с 7 членами экипажа и 65 пассажирами на борту выполнял рейс Барнаул—Москва, когда трое пассажиров (по другим данным один — Козырев) через бортпроводника передали требование следовать в США с промежуточными посадками в Германии и Исландии. В Москве в результате штурма самолёт был освобождён, при этом один человек был ранен[47].
- 10 мая — сорвана попытка угона самолёта Ту-134, выполнявшего рейс Ленинград—Рига, одним из пассажиров (Таратынов)[27].
- 13 июня — сорвана попытка угона самолёта Ту-154, выполнявшего рейс Ростов-на-Дону—Москва (Внуково), одним из пассажиров (Дадастанов)[27].
- 17 июня — сорвана попытка угона самолёта Ту-154М, выполнявшего рейс Краснодар—Красноярск, одним из пассажиров (Мокренко)[27].
- 9 ноября — Ту-154 со 171 человеком на борту выполнял рейс Минеральные Воды—Екатеринбург, когда был захвачен тремя угонщиками (Шамиль Басаев, Сайд-Али Сатуев, Лом-Али Чачаев), которые потребовали следовать в Анкару (Турция). В Турции террористы отпустили всех пассажиров, сделав в обмен политическое интервью для прессы, в котором потребовали недопущения ввода российских войск в Чеченскую Республику, после чего на том же авиалайнере прибыли в Грозный (Чеченская Республика Ичкерия/Чечено-Ингушская АССР), где покинули самолёт[1][48].
- 13 ноября — Ту-154 со 162 людьми на борту выполнял рейс Иркутск—Санкт-Петербург, когда пассажир Вечканов передал экипажу записку с требованием лететь в Великобританию, либо другую страну из блока НАТО, угрожая в противном случае взорвать самолёт. После посадки в аэропорту Пулково угонщик был обезврежен сотрудниками милиции; никакой бомбы на борту не оказалось[1][49].

## Угоны советских авиалайнеров за пределами СССР
- 27 февраля 1979 года — в Стокгольме (Швеция) 3 человека попытались захватить Ту-154, выполнявший рейс SU-212 (Осло—Стокгольм—Москва). В результате спецоперации угонщики были обезврежены[14].
- 18 марта 1989 года — Ил-62 выполнял рейс Луанда—Дар-эс-Салам, а на его борту в числе пассажиров находились члены Африканского национального конгресса, когда вооружённый гранатой пассажир (гражданин ЮАР) попытался проникнуть в кабину пилотов, но был ранен охранником. После посадки в Дар-эс-Саламе (Танзания) угонщика арестовали и приговорили к 15 годам тюрьмы[50].

## Экранизации
- «Абитуриентка» — фильм 1973 года режиссёра Алексея Мишурина о стюардессе Надежде Курченко, погибшей при угоне Ан-24 в Турцию в 1970 году.
- «Взбесившийся автобус» — фильм 1990 года режиссёра Георгия Натансона о захвате автобуса с детьми в Орджоникидзе в 1988 году в обмен за выкуп и самолёт до Израиля.
- «Мама» — фильм 1999 года режиссёра Дениса Евстигнеева, основанный на попытке угона Ту-154 семьёй Овечкиных в 1988 году.
- «Заложники» — фильм 2017 года режиссёра Резо Гигинеишвили, основанный на попытке угона Ту-134 группой «Золотой молодёжи» в 1983 году.